# Sedimentair gesteente

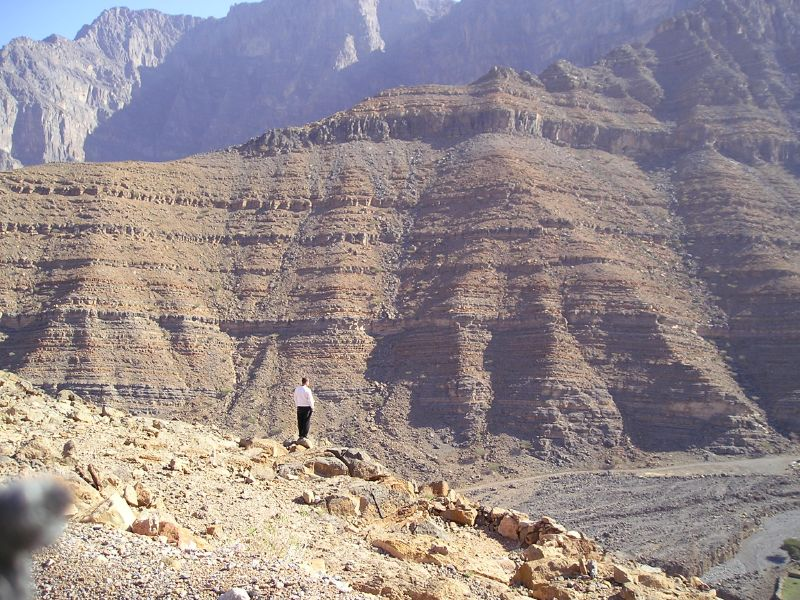
Sedimentaire gesteentelagen in de Verenigde Arabische Emiraten

Sedimentair gesteente of afzettingsgesteente is gesteente dat ontstaat door lithificatie (gesteentevorming) van afgezet sediment of organisch materiaal. Het afzetten van sediment (sedimentatie) is een verzamelnaam voor processen waarbij deeltjes bezinken of mineralen neerslaan uit water of een andere oplossing. Sediment is afkomstig van elders, waar het door verwering en erosie losgemaakt werd, om daarna door water, wind, massabeweging of ijs naar de plek van sedimentatie te zijn getransporteerd.
Sedimentaire gesteenten vormen zich op of vlak onder het aardoppervlak. Hoewel ze maar een zeer klein deel van het volume van de aarde uitmaken, bedekken ze het grootste gedeelte van het aardoppervlak. Sedimentaire gesteenten bestaan gewoonlijk uit lagen, die over elkaar werden afgezet. Het bestuderen van het verloop van deze lagen kan belangrijke informatie opleveren over de eigenschappen van de ondergrond, die bij de constructie van bijvoorbeeld wegen, kanalen, tunnels of huizen van belang kan zijn. Sedimentaire gesteenten zijn bovendien voor de industrie van belang als vindplek van grondstoffen als steenkool, olie, gas, drinkwater en ertsen.
De bestudering van de opeenvolging van sedimentaire gesteentelagen heeft daarnaast belangrijke kennis over paleogeografie en de ontwikkeling van het klimaat en leven in het verleden opgeleverd.
De discipline die de eigenschappen en ontstaanswijze van sediment en sedimentair gesteente bestudeert is de sedimentologie. Sedimentologie kan zowel tot de geologie als tot de fysische geografie worden gerekend en heeft raakvlakken met andere aardwetenschappen zoals bodemkunde, geomorfologie, geochemie of structurele geologie.

## Soorten

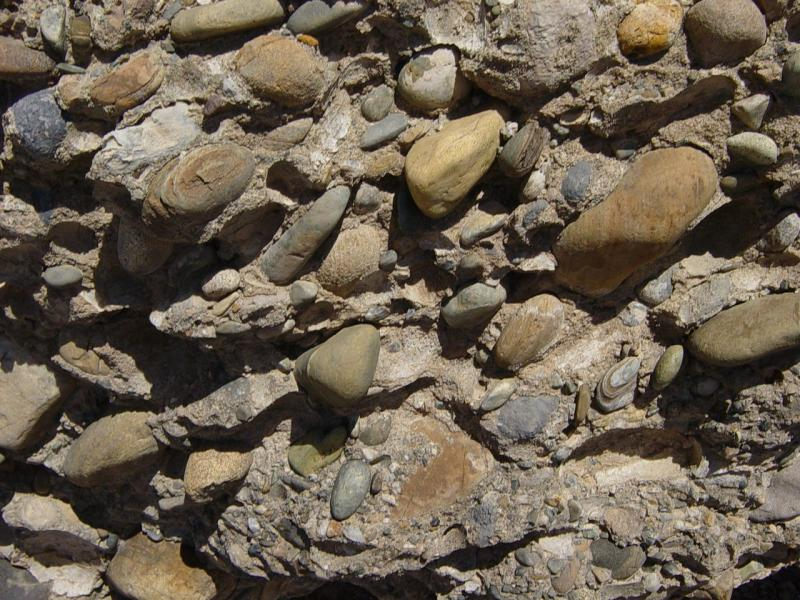
Conglomeraat is een klastisch sedimentair gesteente dat voornamelijk afgeronde, grove klasten bevat.

Sedimentaire gesteenten kunnen in een paar hoofdgroepen worden ingedeeld. Dit kan gebeuren op basis van chemische samenstelling, de opbouw en textuur of de ontstaanswijze. In de praktijk wordt een combinatie van al deze eigenschappen gebruikt om de soort te bepalen.

### Siliciklastisch gesteente
Vaak bestaat sedimentair gesteente uit deeltjes, die klasten (Grieks: κλάσειν - 'breken') genoemd worden. Voorbeelden van klasten zijn (in volgorde van korrelgrootte) klei, silt, zand of grind. Door consolidatie kunnen deze losse sedimenten veranderen in respectievelijk schalie, siltsteen, zandsteen of conglomeraat.
Gesteenten die uit klasten bestaan worden klastische sedimentaire gesteenten genoemd. Klasten zijn meestal deeltjes die door verwering en erosie gevormd werden. In het eerste geval worden de klasten detritus genoemd en kan het sedimentair gesteente ook een detritisch sedimentair gesteente genoemd worden. Bij alle bovenstaande voorbeelden gaat het bovendien om deeltjes die bestaan uit silicaatmineralen, die men siliciclastica noemt. Men spreekt daarom ook weleens van siliciklastische gesteenten.
Voor bijna alle siliciklastische gesteenten geldt dat de klasten getransporteerd werden voor ze werden afgezet. De bron van siliciclastica zijn continenten waar erosie plaats kan vinden. Hoe verder van het land af, hoe kleiner de kans wordt siliciklastische gesteenten aan te treffen.

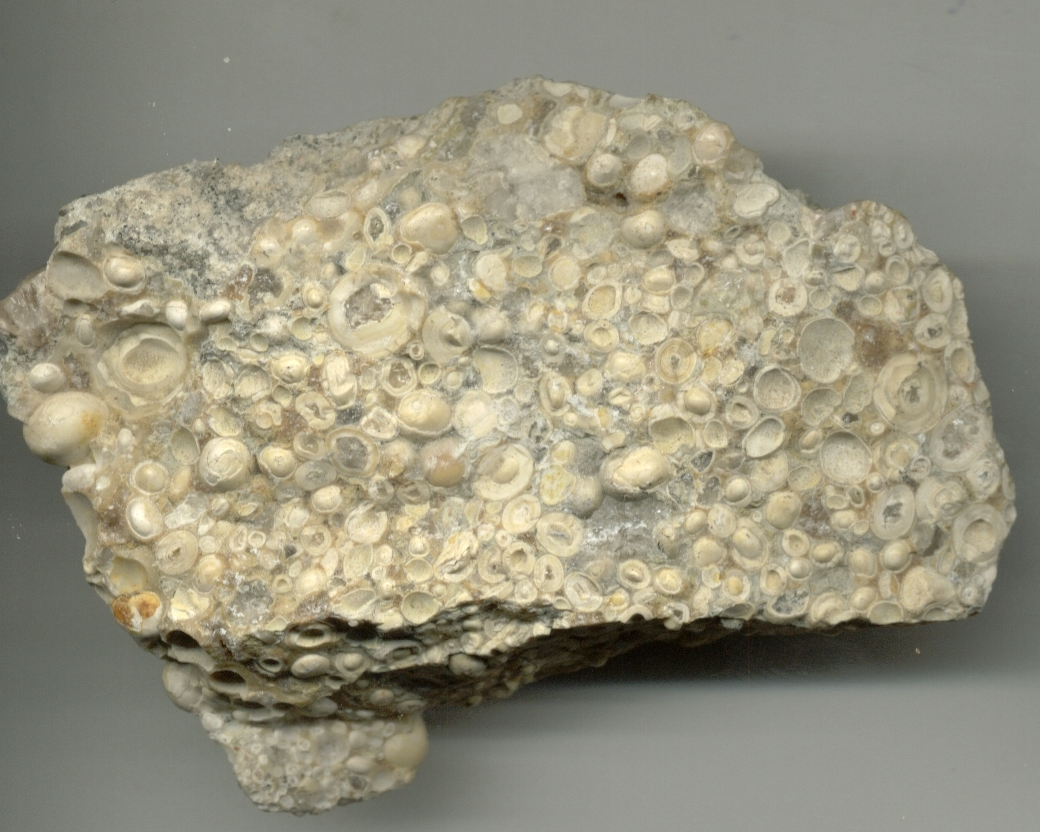
Kalksteen bestaande uit oöiden, ronde klasten die ontstaan door de golfwerking. Itaboraí, Brazilië.

### Carbonaatgesteente
Sedimentair gesteente kan behalve uit silicaten ook uit carbonaatmineralen bestaan; zulk gesteente wordt carbonaatgesteente genoemd. De meest voorkomende carbonaatmineralen zijn calciet, aragoniet en dolomiet. Een gesteente dat grotendeels uit calciet bestaat wordt kalksteen genoemd, een gesteente dat uit dolomiet bestaat wordt dolosteen genoemd. Ook carbonaatgesteente kan detritisch zijn, het bestaat dan uit klasten opgebouwd uit carbonaten.
Carbonaatgesteente kan echter ook biogeen zijn, dat wil zeggen dat het door organismen is gevormd. Voorbeelden van organismen die kalksteen vormen zijn koralen en kalkalgen. Biogeen carbonaatgesteente wordt vrijwel alleen in de zee gevormd.
Een derde groep zijn de chemische carbonaatgesteenten. Dit gesteente ontstaat door neerslag van carbonaatmineralen. Voorbeelden van dit type zijn travertijn en caliche.

### Organogeen sedimentair gesteente
Sedimentair gesteente kan vrijwel volledig uit organisch materiaal bestaan, het wordt dan organogeen sedimentair gesteente genoemd. Zulke gesteenten vormen zich door de ophoping van de resten van organismen, meestal planten. Deze resten worden geen sediment maar sedentaat genoemd, omdat ze ter plaatse ontstaan en niet getransporteerd worden. Het materiaal dat hiermee gevormd wordt heet veen. Als veen langdurig wordt blootgesteld aan hoge temperatuur en druk verandert het in bruinkool en daarna achtereenvolgens in steenkool, antraciet en grafiet.

### Evaporiet
Sedimentair gesteente dat ontstaat door verdamping van water heet evaporiet. Evaporiet kan bijvoorbeeld gevormd worden in gebieden met een droog klimaat, wanneer daar in afgesloten oppervlaktewater meer water verdampt dan er binnen vloeit. De concentratie van de in het water opgeloste mineralen stijgt dan tot het water verzadigd raakt en de mineralen een voor een neerslaan. Het neerslaan zal, uitgaande van de gemiddelde samenstelling van zeewater, al beginnen als tien procent van het water is verdampt. Naarmate meer water verdampt volgen ook mineralen die beter oplosbaar zijn. Meestal bestaan evaporieten uit verschillende mineralen, waarvan haliet, sylviet, gips en anhydriet de meest voorkomende zijn. Voorbeelden van plekken waar zich evaporiet vormt zijn sabkha's en afgesloten binnenzeeën als de Dode Zee.

### Vulkanisch sedimentair gesteente
Door vulkanisme wordt behalve stollingsgesteente (bijvoorbeeld in de vorm van lava, vloeibaar materiaal dat aan de oppervlakte stolt) ook sedimentair gesteente gevormd. Dit zogenaamd pyroclastisch gesteente ontstaat uit het materiaal dat bij erupties de lucht in wordt geschoten (tefra) en op de oppervlakte neervalt. Voorbeelden zijn ignimbriet, tufsteen en puimsteen. Tefra is bij neerkomen vaak nog zo heet, dat de fragmenten direct aan elkaar vast kitten. De lithificatie gaat bij pyroclastisch gesteente dus zeer snel.

## Ontstaan
Sedimentaire gesteenten ontstaan door het bezinken en ophopen van sediment. De aard van het sediment hangt af van het afzettingsmilieu en de hoeveelheid sediment die wordt aangevoerd. Sommige sedimentaire gesteenten bestaan uitsluitend uit ter plekke gevormd materiaal, bijvoorbeeld evaporieten. Sediment kan ook door wind, water, massabeweging of landijs van elders zijn getransporteerd voordat het bezonk. Het gebied waaruit het sediment afkomstig is wordt het achterland genoemd. In het achterland verbrokkelde het gesteente door verwering en erosie tot kleine deeltjes die getransporteerd konden worden. Uit welk type materiaal het afgezette sediment bestaat is niet alleen afhankelijk van het soort gesteente dat in het achterland aanwezig was, maar ook van de methode van transport en het klimaat waaronder het materiaal in het achterland kon verweren.

### Afzettingsmilieu
De omgeving (het klimaat en de geografische ligging) waarin een sediment werd afgezet wordt het afzettingsmilieu genoemd. Elk afzettingsmilieu heeft een karakteristieke combinatie van geologische processen en omstandigheden. Welk type sediment wordt afgezet wordt behalve door de aanvoer van sediment ook door het afzettingsmilieu bepaald.

Een overzicht van belangrijke afzettingsmilieus. Afzettingsmilieus kunnen worden onderverdeeld in terrestrisch (op het land) en marien (in de zee). Elk milieu heeft zijn eigen karakteristieke sedimenten en afzettingen. De meeste van deze milieus kunnen worden onderverdeeld in kleinschaligere milieus. Rivieren bijvoorbeeld hebben een boven-, midden- en benedenloop. In de benedenloop kunnen stroomruggen, uiterwaarden, en spoelvlaktes voorkomen. Bij een rifmilieu kunnen een front, een plat, en diepere en ondiepere delen van de helling worden onderscheiden.

Een marien afzettingsmilieu wil zeggen dat een sedimentair gesteente in zee werd gevormd. Er wordt een tweedeling gemaakt tussen diep marien en ondiep marien, waarbij de grens bij ongeveer 200 m diep water gelegd wordt. Ondiep-mariene-milieus komen voor van de kust tot de randen van het continentaal plat. In ondiep water komt veel meer stroming voor dan in diep water, als gevolg van golfwerking. Bijgevolg is het sediment daar normaal gesproken grover dan in diep-mariene-milieus. Typisch voor ondiep-mariene-milieus is een afwisseling van zand, klei en silt. Verder uit de kust is de aanvoer van zulk materiaal doorgaans gering. In dergelijke omstandigheden zijn de processen die kunnen bepalen welk gesteente gevormd wordt overwegend biochemisch van aard. Vooral in een warm klimaat zullen in ondiepe zeeën veel kleine organismes voorkomen die hun skeletjes uit kalk (carbonaat) opbouwen. Door de bezinking van deze skeletjes kan kalkslib afgezet worden, dat later wordt omgezet in kalksteen. Ook kunnen in zulke omstandigheden riffen voorkomen waar het sediment bestaat uit de kalkskeletten van grotere organismen.
In diep-mariene-milieus is de stroming over de zeebodem gering, zodat alleen kleine deeltjes aangevoerd worden. Typische sedimenten in diep-mariene-milieus zijn zeer fijne klei en skeletjes van micro-organismen. Op ongeveer 4 km diepte neemt de oplosbaarheid van carbonaten snel toe. Deze diepte wordt de lysocline genoemd. Onder de lysocline kunnen geen kalkhoudende sedimenten meer worden gevormd. Bepaalde micro-organismes, die hun skeletjes uit silica opbouwen, bezinken nog wel. Een voorbeeld van een sedimentair gesteente op zo'n grote diepte is radiolariet. Wanneer de zeebodem niet geheel vlak is, zoals op een continentale helling, kunnen af en toe troebelingsstromen voorkomen, die grote hoeveelheden sediment in korte tijd aanvoeren van gebieden hoger op de helling. Vanwege de toegenomen stroomsnelheid kunnen hiermee ook grovere sedimenten worden afgezet, zoals zand en silt. Een op die manier gevormde opeenvolging van sedimentair gesteente wordt een turbidiet genoemd.
De kust zelf is een afzettingsmilieu dat wordt gedomineerd door golfwerking. Op een strand worden vooral zand en grind afgezet, gemengd met fragmenten van schelpen. Wadden en zandbanken kunnen afhankelijk van het getijde soms droogvallen. Ze worden doorsneden door geulen, waar de stroming sterker is en het afgezette sediment grover. Langs de kust van zowel zeeën als meren kunnen delta's voorkomen, grote opeenhopingen van sediment dat is aangevoerd door een rivier en bezonken bij de riviermonding. Delta's bestaan uit voornamelijk uit klastisch sediment.
Van een op het land gevormd sedimentair gesteente wordt gezegd dat het een continentaal of terrestrisch afzettingsmilieu heeft. Voorbeelden zijn lagunes, meren, moerassen, spoelvlaktes van rivieren en puinwaaiers. In stilstaand water, zoals in moerassen, meren en lagunes, worden fijne sedimenten afgezet, gemengd met organisch materiaal bestaande uit de resten van dode planten en dieren. Stromend water, zoals in rivieren, voert meer klastisch sediment aan. Sediment dat door landijs, massabewegingen of de wind is afgezet heeft minder blootgestaan aan water en kan daardoor minder sterk verweerd zijn. Sediment getransporteerd door gletsjers kan sterk variëren in korrelgrootte, terwijl door rivieren en wind afgezette sedimenten vaak een goede sortering hebben.

### Sedimentaire facies
Vaak komen verschillende afzettingsmilieus naast elkaar voor in een natuurlijke opeenvolging. Zo zullen in een strand zand en grind afgezet worden, maar wat verder uit de kust kan in een rustigere omgeving tegelijkertijd fijner sediment afgezet worden. Achter het strand kan een lagune liggen waar klei en organisch materiaal afgezet worden. In elk afzettingsmilieu wordt een ander soort gesteente gevormd. Een gesteente dat bij een bepaald afzettingsmilieu hoort wordt een sedimentaire facies genoemd. In een pakket sedimentair gesteente kunnen facies geleidelijk in elkaar overgaan. Als een gesteentelaag van een bepaalde ouderdom gevolgd wordt, zal men het soort gesteente langzaam zien veranderen.

Het verschuiven van sedimentaire facies bij transgressie (boven) en regressie (onder).

Facies kunnen op verschillende manieren worden onderscheiden: op lithologie (het type gesteente, bijvoorbeeld kalksteen, siltsteen of zandsteen) en op fossieleninhoud. Koraal leeft bijvoorbeeld alleen in warm en ondiep zeewater, zodat het voorkomen van fossiel koraal op een bepaald afzettingsmilieu wijst. Het eerste wordt lithofacies genoemd, het tweede biofacies.
Door de tijd heen blijven afzettingsmilieus niet op dezelfde plek. Kustlijnen kunnen verschuiven wanneer het zeeniveau stijgt of daalt, door tektonische beweging van de aardkorst of wanneer een rivier zijn delta uitbouwt. Dit zal terug te zien zijn in de opeenvolging van gesteentelagen die worden gevormd, want de sedimentaire facies bewegen mee. Zo kunnen verschillende facies zowel naast als boven elkaar terug te vinden zijn, een verschijnsel dat Walthers faciesregel wordt genoemd.
Als de kustlijn landinwaarts beweegt spreekt men van transgressie. Diepere facies zullen dan over ondiepere kunnen worden afgezet, een dergelijke opeenvolging wordt onlap ("dakpansgewijze ligging") genoemd. Als de kustlijn richting zee verschuift, kunnen ondiepere facies over diepere heen worden afgezet, dit wordt offlap ("terugwijkende bedekking") genoemd. De ligging van de facies kan voor elke ouderdom in kaart gebracht worden. Deze kaarten geven een overzicht van het veranderen van de paleogeografie.

### Sedimentaire bekkens
Een gebied waarin grootschalig sedimentatie plaatsvindt wordt een sedimentair bekken genoemd. De hoeveelheid sediment die kan bezinken hangt af van de diepte van het bekken, de zogenaamde accommodatieruimte. De diepte, vorm en grootte van een bekken worden bepaald door de tektoniek, de grootschalige beweging van de lithosfeer. Op plekken waar de lithosfeer omhoog beweegt (tektonische opheffing) kan op den duur erosie plaatsvinden, zodat deze gebieden een achterland voor sediment worden. In gebieden waar de lithosfeer daalt (tektonische daling) zal een bekken ontstaan, waar sedimentatie plaats kan vinden.
Op plekken waar twee delen van een continent uit elkaar beginnen te bewegen ontstaan riftbekkens. Onder een riftbekken komt in het binnenste van de aarde heet materiaal omhoog, waardoor de lithosfeer verwarmd wordt. Rifbekkens zijn lange, nauwe en diepe bekkens die behalve met sedimentair gesteente ook met intrusief en vulkanisch gesteente gevuld worden. In het begin zullen zich in een riftbekken alleen continentale afzettingen vormen, maar als de rift groeit en de daling doorgaat kan de zee zijn intrede doen.
Wanneer een stuk van de lithosfeer dat door riften of op andere manier verwarmd werd weer afkoelt, zal de dichtheid toenemen waardoor isostatische daling plaatsvindt. Als deze daling lang aanhoudt kunnen zogenaamde sag basins ontstaan. Voorbeelden zijn gebieden langs de randen van oceanen, de zogenaamde passieve marges. Het gewicht van de gevormde sedimentaire gesteenten kan voldoende zijn om de hele lithosfeer weer verder te laten dalen, zodat de bekkenvorming zichzelf in stand houdt. Pakketten sedimentair gesteente kunnen op die manier meer dan 10 km dik worden. Ook in continenten komen sag basins voor, bijvoorbeeld wanneer een rift inactief wordt zoals het geval is met de Noordzee.
Een derde type bekken ontstaat langs convergente plaatgrenzen, waar de ene plaat onder de andere schuift en in de mantel subduceert. Op deze plekken zal de subducerende plaat ombuigen. Er ontstaat op die plekken een langgerekt, diep en asymmetrisch bekken boven de rand van de subducerende plaat. Deze fore-arc basins worden gevuld met een combinatie van diepzee-afzettingen en turbidieten, die flysch genoemd wordt. Het naar elkaar toe bewegen van twee platen kan tot het botsen van continenten en gebergtevorming leiden. Tijdens dit proces, dat continentale collisie wordt genoemd, kunnen fore-arc basins zich ontwikkelen tot voorlandbekkens. Het bekken wordt ondieper en boven op de flysch zal molasse worden afgezet, een sedimentair gesteente dat bestaat uit afbraakproducten uit het gebergte dat door de collisie tussen de twee platen ontstaat.
Ook in de overschuivende plaat kunnen langgerekte bekkens ontstaan parallel aan de plaatgrens, deze worden backarc-basins genoemd.

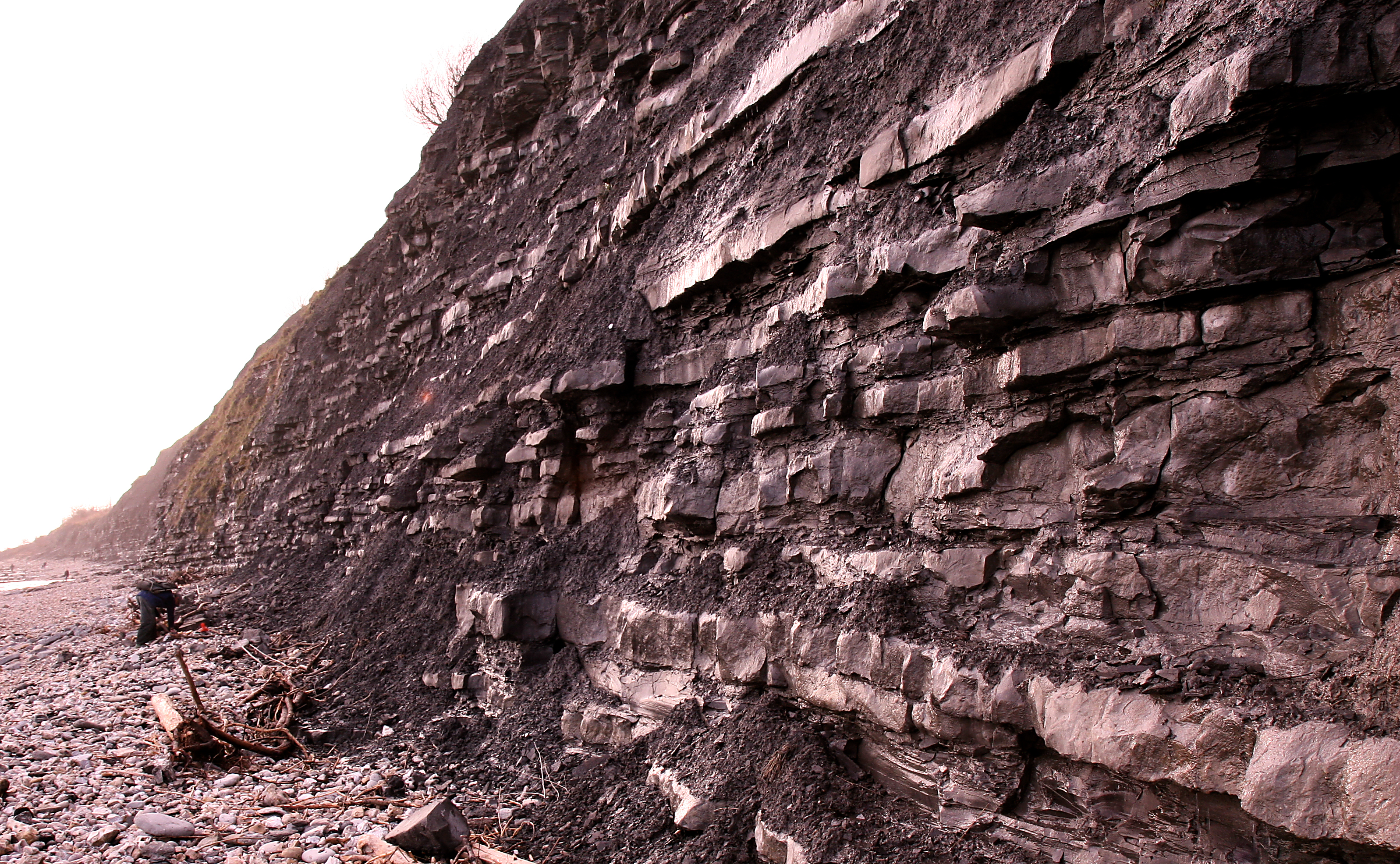
Cyclische herhaling van lagen, veroorzaakt door Milanković-cycli. Blue Lias (Onder-Jura), Lyme Regis, Zuid-Engeland.

### Invloed van astronomische cycli
In veel gevallen blijken pakketten sedimentaire gesteenten in cycli te zijn gevormd. Tijdens het ontstaan ervan varieerden zowel de toevoer van sediment als het afzettingsmilieu op regelmatig herhalende wijze. Zulke cyclisch herhaalde veranderingen in sediment worden toegeschreven aan astronomische cycli. Korte astronomische cycli zijn bijvoorbeeld het verschil tussen eb en vloed, en het tweewekelijks terugkomende springtij. Cycli in het klimaat en het zeeniveau met een langere tijdschaal worden veroorzaakt door Milanković-parameters. Dit zijn veranderingen in de oriëntatie van de aardas en de aardbaan. Er zijn meerdere van zulke cycli, die tussen de 10.000 en 200.000 jaar duren.
Relatief kleine schommelingen in de stand van de aardas of lengte van de seizoenen kunnen grote gevolgen hebben voor het klimaat op Aarde. Zo wordt tegenwoordig algemeen aangenomen dat de ijstijden van de afgelopen 2,5 miljoen jaar (het Kwartair) veroorzaakt werden door astronomische cycli. Door klimaatsverandering verandert ook het zeeniveau en de hoeveelheid sediment die in een bepaald gebied wordt aangevoerd. Uiteindelijk kunnen kleine variaties in astronomische parameters tot grote veranderingen in afzettingsmilieu en sedimentatie leiden.

### Snelheid van vorming
Hoe snel sedimentair gesteente gevormd wordt, kan sterk verschillen. In bijvoorbeeld een stroomgeul kan een paar meter sediment gevormd worden binnen een etmaal, terwijl de sedimentatie op de bodem van de oceaan hooguit enkele millimeters per jaar bedraagt. Er kan onderscheid worden gemaakt tussen normale sedimentatie en catastrofale sedimentatieprocessen. Bij catastrofale processen, zoals massabewegingen of overstromingen, kan een grote hoeveelheid sediment vrijwel ineens afgezet worden. In sommige afzettingsmilieus wordt het grootste deel van de stratigrafische kolom afgezet door zulke catastrofale processen, in andere afzettingsmilieus zijn normale processen dominant.
In sommige afzettingsmilieus vindt op de meeste plekken echter helemaal geen sedimentatie plaats. In een woestijn bijvoorbeeld worden weliswaar op sommige plekken door de wind siliciclastica afgezet (zand of silt), en wordt op andere plekken af en toe ineens een grote hoeveelheid detritisch sediment afgezet door wadi's; op de meeste plekken is de sedimentatiesnelheid echter nul.
Daarbij komt, dat voor de vorming van een sedimentair gesteente niet alleen de snelheid van sedimentatie belangrijk is, maar ook hoe goed het sediment bewaard ("gefossiliseerd") blijft. Het is niet onrealistisch te stellen dat het meeste sediment dat wordt afgezet vrij snel weer verdwijnt door erosie.

### Diagenese

De werking van drukoplossing in een klastisch gesteente. Terwijl op plekken waar korrels elkaar raken materiaal oplost, kristalliseert in open poriënruimte materiaal als cement uit. Het resultaat is dat het gesteente compacter en steviger wordt. Op deze manier kan bijvoorbeeld los zand in zandsteen veranderen.

Nadat een sediment is afgezet kan het verschillende processen ondergaan, die samen diagenese genoemd worden. Deze processen spelen in de ondergrond niet alleen in sedimenten maar ook in harde gesteenten. Een sediment kan bijvoorbeeld consolideren, dat wil zeggen dat uit los sediment een vast gesteente ontstaat. Jonge sedimenten, met name uit het Kwartair (de jongste periode uit de geologische tijdschaal) zijn vaak nog niet geconsolideerd. De Kwartaire sedimenten die in het grootste gedeelte van Nederland en een groot deel van Vlaanderen aan het oppervlak liggen, zijn bijvoorbeeld voornamelijk ongeconsolideerd zand of klei.
Sedimentaire gesteenten zijn vaak verzadigd met grondwater, waarin mineralen kunnen oplossen en neerslaan. Het neerslaan van mineralen (cementatie) zorgt ervoor dat de poriënruimte in het gesteente kleiner wordt. De neergeslagen mineralen vormen een cement, dat het gesteente compacter en harder maakt. Losse klasten in het sediment raken door cementatie als het ware aan elkaar vastgelijmd.
Als sedimentatie doorgaat boven op een bepaalde laag, zal de druk in die laag als gevolg van het gewicht van het bovenliggende sediment (de lithostatische druk) toenemen. Het gesteente wordt in elkaar gedrukt, een proces dat compactie wordt genoemd. Klei kan bij afzetting bijvoorbeeld tot 60 procent bestaan uit poriënruimte gevuld met water, die door inklinking gedeeltelijk zal verdwijnen. Deze compactie kan worden versterkt door het proces van drukoplossing, waarbij het gesteente door op te lossen inkrimpt, terwijl de opgeloste mineralen in de poriën weer neerslaan. Het kan ook gebeuren dat een bepaald mineraal dat oorspronkelijk in het gesteente aanwezig was, geheel verdwijnt door op te lossen in het grondwater. Dit proces wordt uitlogen genoemd.
Ook bepaalde biochemische processen, zoals de inwerking van bacteriën op mineralen, worden tot de diagenese gerekend. Andere organismen die een grote invloed kunnen hebben op de diagenese van een gesteente zijn schimmels, planten (via hun wortels) en allerlei gravende organismen.
Bij begraving kunnen door hoge druk en temperatuur scheikundige reacties optreden, zoals de omzetting van organisch materiaal naar bruinkool en ten slotte grafiet. Als de druk en temperatuur blijven toenemen kunnen ten slotte omzettingen van mineralen naar andere mineralen plaatsvinden. Deze omzettingen worden niet meer tot de diagenese gerekend, maar tot de metamorfose. Gesteenten waarin zulke reacties hebben plaatsgevonden worden metamorf gesteente genoemd.

## Kenmerken

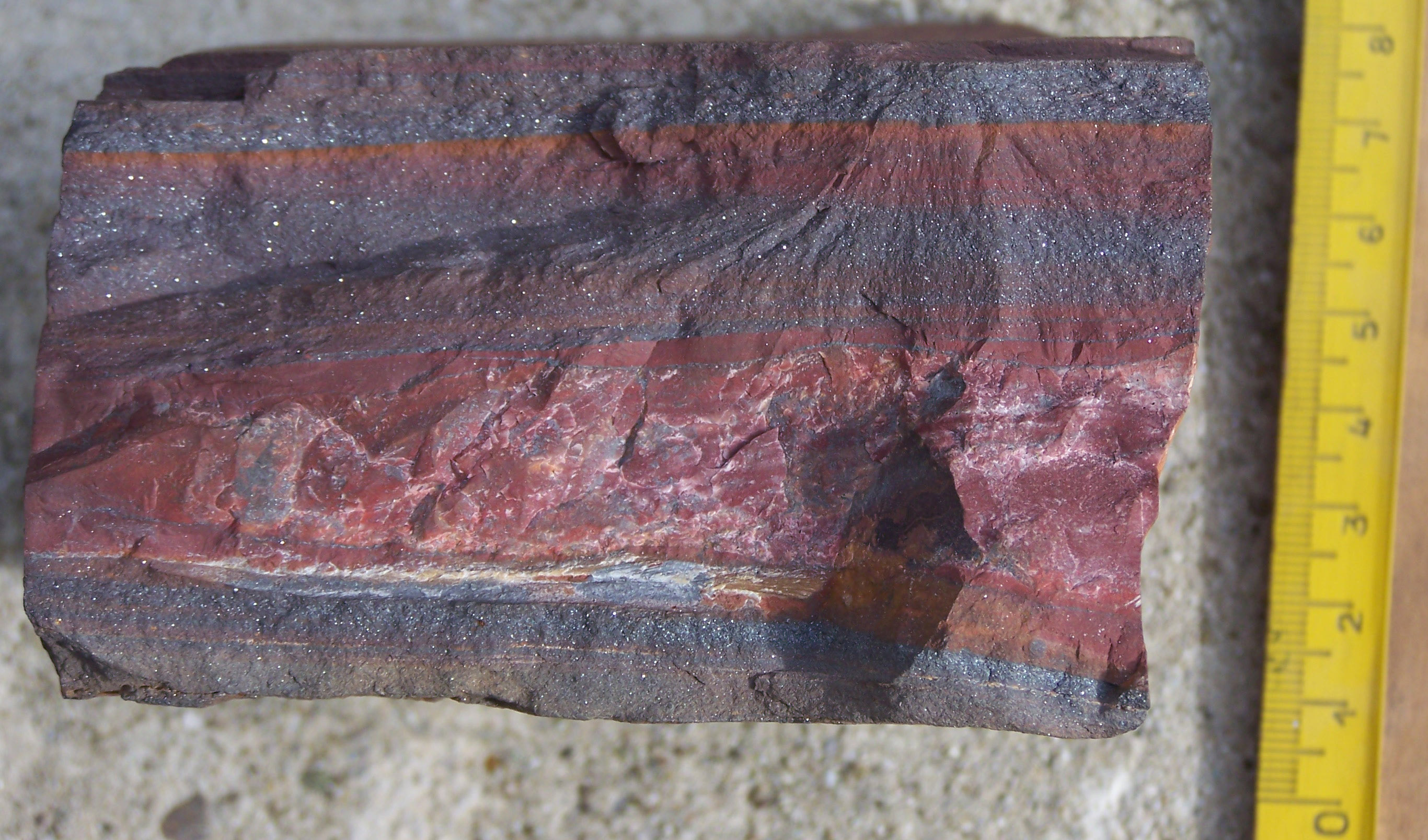
Een stuk van een banded iron formation, een gesteente dat uit afwisselend door ijzer(III)oxide rood gekleurde en door ijzer(II)oxide grijs gekleurde lagen bestaat. Zulke gesteenten zijn typisch voor de vroegste tijdperken uit de Aardse geschiedenis, toen de atmosfeer nog geen zuurstof bevatte. Tegenwoordig worden ze niet meer gevormd. Moodies Group, Barbertongroensteengordel, Zuid-Afrika.

### Kleur
De kleur van een sedimentair gesteente wordt meestal veroorzaakt door de aanwezigheid van ijzer. IJzer kan in de vorm van twee oxiden voorkomen: ijzer(II)oxide en ijzer(III)oxide. IJzer(II)oxide ontstaat alleen onder anoxische omstandigheden en kleurt het gesteente grijs of groen. IJzer(III)oxide, vaak in de vorm van het mineraal hematiet, kleurt gesteente rood of bruinig. Vooral in een droog klimaat ontstaat vaak gesteente met een rossige kleur als gevolg van de oxiderende werking van de atmosfeer. Echter, gesteente kan ook onder andere klimatologische omstandigheden door oxidatie rood verkleuren, zelfs in mariene afzettingsmilieus. Dikke pakketten gesteentelagen met een rode kleur worden red beds genoemd.
Wanneer organisch materiaal in gesteente aanwezig is, kleurt dit het gesteente zwart of grijs. Organisch materiaal in sedimentair gesteente is afkomstig van de resten van dode organismes. Normaal gesproken zal zulk materiaal verrotten door oxidatie of de werking van bacteriën. In anoxische omstandigheden, zoals op de bodem van sommige diepe meren of zeeën, kunnen zulke processen niet plaatsvinden en zal een donker, organisch rijk sediment afgezet worden. Vaak is de stroming in zulke afzettingsmilieus erg gering, zodat het sediment vooral uit fijne klei bestaat. Donker gesteente dat rijk is aan organisch materiaal is daarom vaak schalie.

### Textuur
De grootte, vorm en ligging van klasten of mineralen in een gesteente wordt de textuur genoemd. De textuur van het gesteente wordt bepaald door kleinschalige eigenschappen, maar beïnvloedt grootschalige eigenschappen, zoals de dichtheid, porositeit en permeabiliteit van het gesteente.
Klastische gesteenten hebben een klastische textuur, dat wil zeggen dat het gesteente uit klasten bestaat. De ruimtelijke ligging van klasten wordt het "maaksel" (Engels: fabric) van het gesteente genoemd. Tussen de klasten kan het gesteente een matrix hebben van fijner materiaal, of een cement dat bestaat uit een chemische neerslag van een of meerdere mineralen. De grootte en vorm van de klasten zegt iets over de mate van stroming in het afzettingsmilieu. Zo zal in rustig water zelfs fijn kalkslib kunnen bezinken, terwijl snelstromend water of massabeweging nodig is voor het verplaatsen van grind. Voor het aangeven van de korrelgrootte kan zowel de diameter als het volume gebruikt worden. Om korrelgroottes van sediment aan te geven, wordt meestal de Wentworthschaal gebruikt, die de korrels op diameter in klassen verdeeld met namen als "middel zand", "grof zand" of "fijn grind". Omdat niet alle klasten even groot zullen zijn, is een korrelgrootte altijd een gemiddelde. De spreiding van groottes is echter niet altijd gelijk en wordt beschreven met een grootheid die de sortering wordt genoemd. Als alle klasten ongeveer dezelfde grootte hebben, wordt gesproken van een goed gesorteerd gesteente, wanneer er veel verschillende groottes zijn, van een slecht gesorteerd gesteente.
De vorm van de klasten kan iets zeggen over de wijze waarop het gesteente gevormd is. Coquina, een gesteente dat uit klasten van gebroken schelpen bestaat, wordt bijvoorbeeld in wild stromend water gevormd. De vorm van klasten kan worden beschreven met vier parameters. De "oppervlaktetextuur" geeft het reliëf aan van het oppervlak, in zoverre dit te kleinschalig is om invloed op de algemene vorm te hebben. De algemene vorm wordt beschreven door de afronding van de hoeken en de sfericiteit, de mate waarin de klast een bolvorm benadert. Omdat dit nog niet genoeg is om een driedimensionale vorm te beschrijven, wordt ten slotte nog een korrelvorm gebruikt.
Chemische sedimentaire gesteenten hebben een non-klastische textuur, die bestaat uit onderling vergroeide kristallen. Deze textuur kan worden beschreven door de grootte van de kristallen.

### Mineralogie
De meest voorkomende mineralen in sedimentaire gesteenten zijn kwarts (in siliclastisch gesteente) en calciet (in kalksteen). In tegenstelling tot stollings- of metamorf gesteente bestaat een sedimentair gesteente meestal maar uit enkele verschillende mineralen. Anders dan mineralen in stollingsgesteenten, die altijd in situ ontstaan door kristallisatie, kunnen mineralen in sedimentaire gesteenten op velerlei manieren gevormd zijn. Ze kunnen zijn neergeslagen tijdens sedimentatie of uitgekristalliseerd en over oudere mineralen heen gegroeid tijdens diagenese. Om de precieze ontstaanswijze van de mineralen te achterhalen moet een gesteente onder een polarisatiemicroscoop bestudeerd worden.
In kalksteen zijn voornamelijk carbonaatmineralen als calciet, aragoniet en dolomiet aanwezig. Deze kunnen zowel in een matrix of cement als in klasten (waaronder ook bijvoorbeeld fossielen en oöiden) voorkomen. De klasten in siliclastische gesteenten bestaan uit mineralen die in het achterland aanwezig waren, of mineralen die tijdens verwering over de oorspronkelijke mineralen heen groeiden. Of een mineraal de verwering die voor en tijdens transport plaatsvindt overleeft, hangt af van de afstand tot het achterland, de manier van transport en de stabiliteit van het mineraal. De stabiliteit van mineralen wordt uitgedrukt in de Bowen-reactieserie. Kwarts is het meest stabiele mineraal, veldspaten, mica's en andere mineralen zijn minder stabiel. Ze zullen alleen aanwezig zijn als er maar beperkte verwering heeft plaatsgevonden. Mica, veldspaat en zwaardere mineralen zetten zich bij chemische verwering om in kleimineralen zoals kaoliniet, illiet of smectiet.

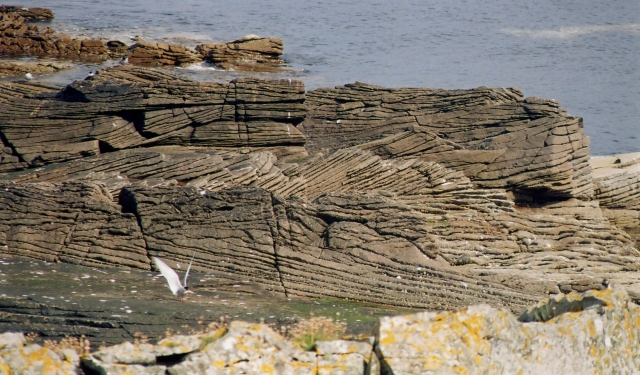
Cross-bedding in een fluviatiele zandsteen, Middle Old Red Sandstone (Devoon) op Bressay, Shetlandeilanden.

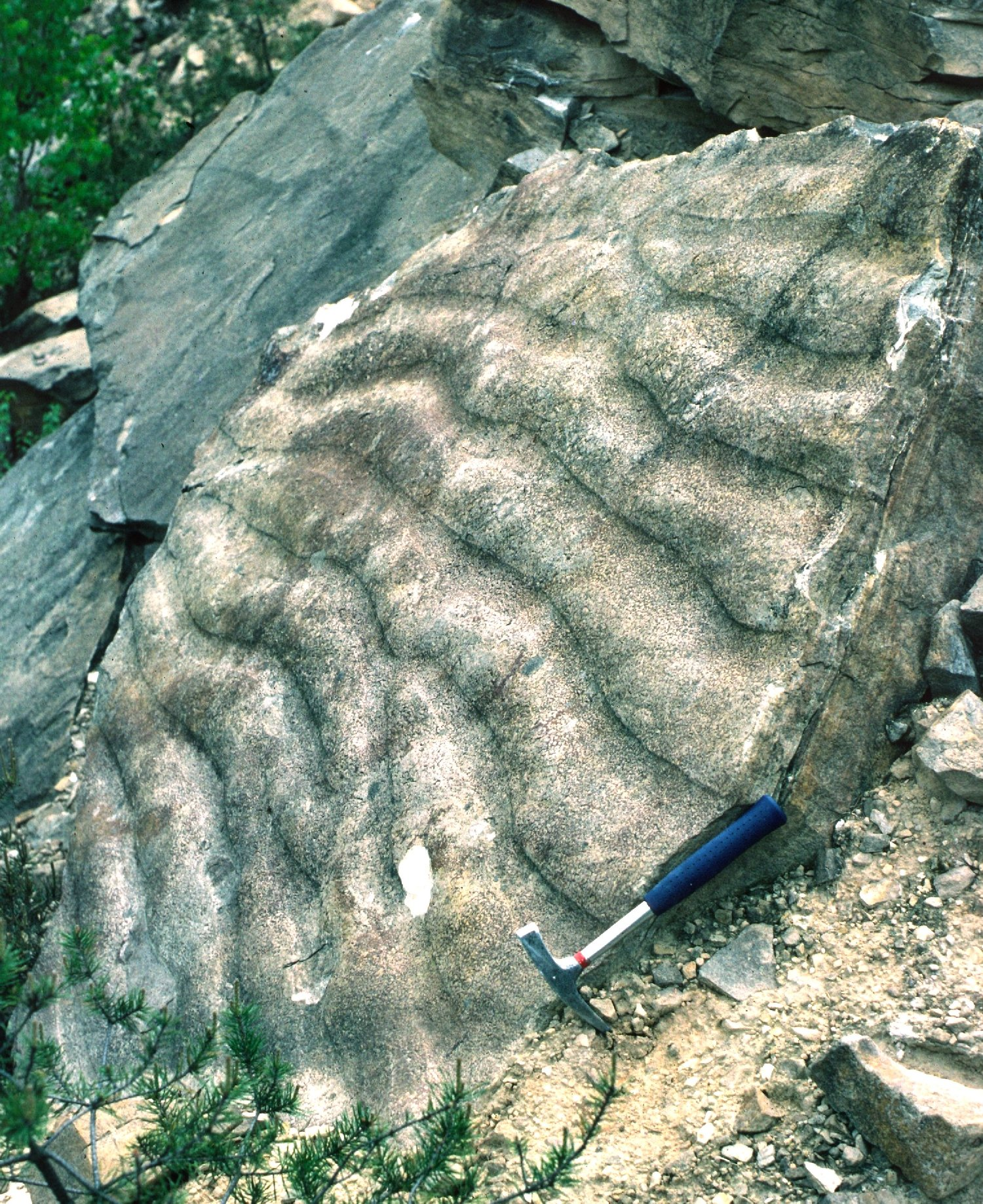
Stroomribbels in een later door tektoniek scheefgezette laag zandsteen. Locatie: Haßberge, Beieren.

### Primaire sedimentaire structuren
Structuren in sedimentaire gesteenten kunnen worden verdeeld in "primaire structuren", die gevormd zijn tijdens de afzetting, en "secondaire" structuren, die na afzetting gevormd zijn. In tegenstelling tot de textuur gaat het om grootschalige kenmerken, die makkelijk in het veld bestudeerd kunnen worden. Vaak kan uit sedimentaire structuren goed worden opgemaakt wat het afzettingsmilieu van het gesteente was. Sommige structuren kunnen als zogenaamde top-bottomcriterium dienen. In het geval dat een laag door tektoniek niet meer in zijn oorspronkelijke, horizontale positie ligt, kan uit top-bottomcriteria worden opgemaakt welke zijde oorspronkelijk boven lag.
Een laag is een deel van het gesteente dat in lithologie, textuur en structuren een geheel vormt. Sedimentaire gesteenten ontstaan doordat lagen bovenop elkaar worden afgezet. Een opeenvolging van lagen wordt gelaagdheid (Engels: bedding) genoemd. Gelaagdheid kan van enkele centimeters tot meer dan een meter dik zijn. Fijnere gelaagde structuren worden laminae of laminatie genoemd. Laminatie is vaak niet meer dan enkele centi- of millimeters dik. Gelaagdheid kan oorspronkelijk horizontaal lopen, maar dat hoeft niet altijd het geval te zijn. Een structuur waarbij dat niet het geval is is cross-bedding, waarbij meerdere sets gelaagdheden in hetzelfde gesteente voorkomen, die onder een hoek ten opzichte van elkaar staan. Cross-bedding ontstaat doordat er tussen het afzetten van lagen erosie plaatsvindt, die de lagen gedeeltelijk afsnijdt. De volgende laag zal dan onder een hoek over de oudere lagen komen te liggen. Het tegenovergestelde geval, waarbij alle gelaagdheid parallel loopt, wordt parallelle laminatie genoemd. Het wordt gevormd door schommelingen in de toevoer van sediment of de omstandigheden waarbij sedimentatie plaatsvindt. Een voorbeeld is de afwisseling van seizoenen, waarbij temperatuur- of neerslagverschillen zorgen voor verschillen in het type sediment dat wordt aangevoerd of in biochemische activiteit. Seizoensgebonden laminaties worden varven genoemd. Bij gesteenten die geen laminatie vertonen en weinig gelaagdheid, spreekt men van "massieve gelaagdheid".
Gegradeerde gelaagdheid (Engels: graded bedding) is een structuur die bestaat uit opeenvolgende lagen, waarbij in elke laag de korrelgrootte naar boven toe afneemt. Om dit te vormen is snel stromend water nodig, dat deeltjes van verschillende groottes bevat. Als het water tot rust komt zullen de grotere, zware deeltjes eerst bezinken en de kleinere deeltjes later. Hoewel zoiets in meer afzettingsmilieus kan gebeuren is gegradeerde gelaagdheid vooral kenmerkend voor turbidieten.
Behalve de opeenvolging van lagen, kan ook de vorm van een laag (de bodemstructuur of bedform) zelf aanwijzingen geven over het afzettingsmilieu van het gesteente. Voorbeelden van bodemstructuren zijn scour marks, tool marks, en stroom- of golfribbels. Scour marks (letterlijk "uitslijtingssporen") zijn sporen van uitslijting, het verschijnsel dat stromend water sedimentdeeltjes opneemt. Tool marks (letterlijk: "gereedschapssporen") zijn langgerekte sporen van grotere klasten, die als gevolg van de stroming over de bodem rolden. Zowel scour marks als tool marks zijn meestal langgerekte structuren met een vorm waaruit de oorspronkelijke stroomrichting te herleiden is.
Stroom- en golfribbels zijn structuren die in stromend water gevormd worden. In een afzettingsmilieu waarin het water twee kanten op vloeit, zoals als gevolg van getijde, zullen ribbels vaak een symmetrische vorm hebben. In rivieren worden asymmetrische ribbels gevormd. De oriëntatie van zulke ribbels geeft aan in welke richting het water stroomde. Wanneer een gesteente na sedimentatie boven water is gekomen, kunnen als gevolg van uitdroging krimpscheuren in de bodemstructuur voorkomen. Zulke structuren zijn typisch voor bijvoorbeeld wadden of glijoevers van rivieren.

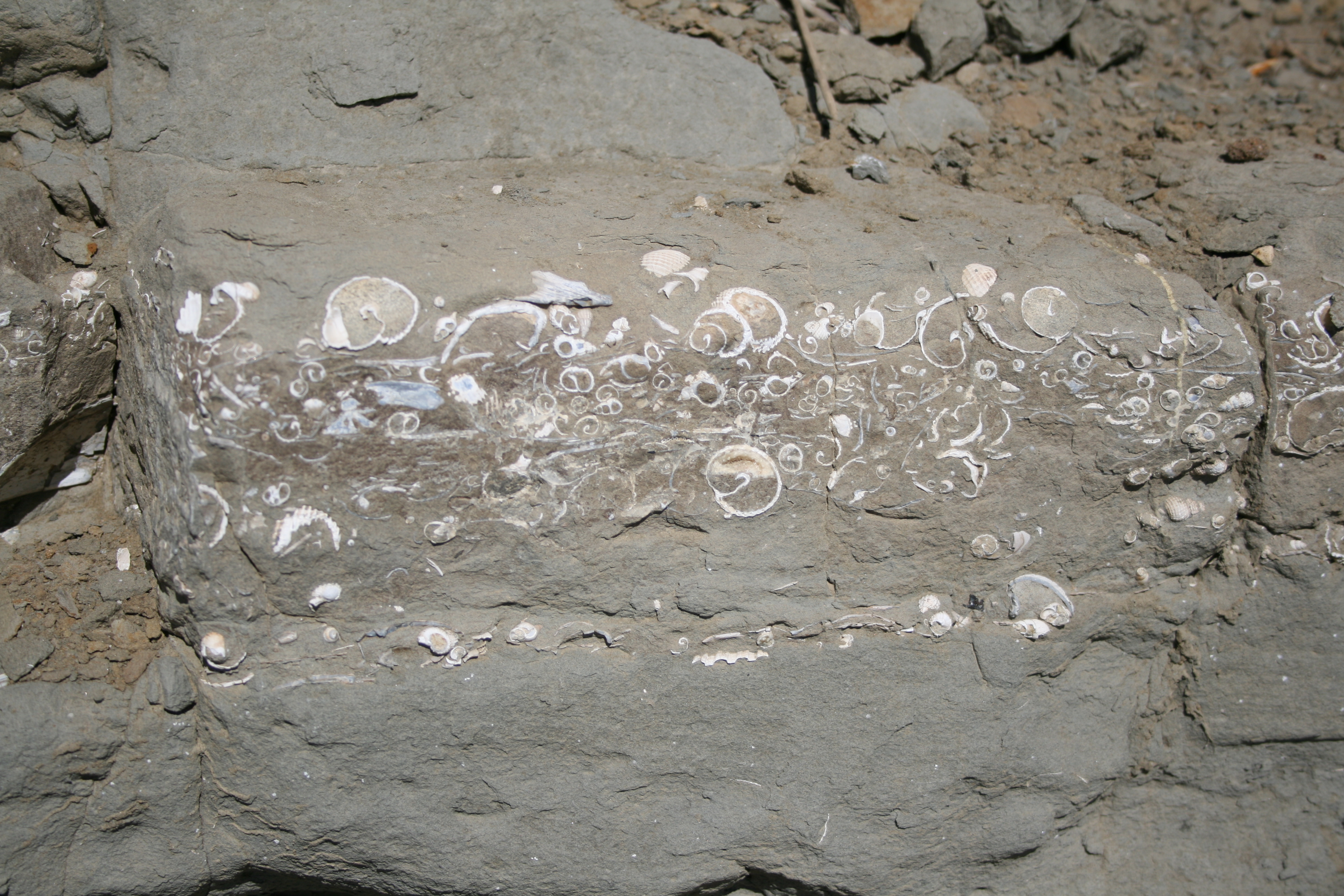
Fossielrijke lagen in sedimentair gesteente. Año Nuevo State Reserve, Californië.

### Fossielen
Sedimentair gesteente is het enige gesteente waarin fossielen voorkomen. Fossielen zijn overblijfselen of afdrukken van dode organismen. In de natuur blijven dode organismes meestal niet lang bewaard: door aaseters en bacteriën, verrotting en erosie zullen de meeste kadavers snel verdwijnen. Ze kunnen echter bewaard worden: bijvoorbeeld als er sprake is van een snelle sedimentatie of van anoxische omstandigheden zodat geen verrotting plaats kan vinden, of als het organisme een hard skelet had. Grotere en goed bewaarde fossielen zijn relatief zeldzaam. De meeste sedimentaire gesteenten bevatten fossielen, hoewel ze soms pas door een microscoop (zogenaamde microfossielen) of handlens zichtbaar zijn.
Fossielen kunnen directe overblijfselen zijn, zoals bij dieren beenderen, schelpen of andere delen van een hard skelet, of bij planten hard, houtig weefsel. Zacht weefsel blijft veel minder goed bewaard en het komt vrijwel nauwelijks voor dat gefossiliseerde zachte organen van dieren ouder dan 40 miljoen jaar worden gevonden. Fossielen kunnen ook afdrukken zijn van organismes, of zowel een afdruk als een skelet.
Fossielen kunnen ook indirecte overblijfselen zijn van planten of dieren; er is dan sprake van afdrukken. Dat is bijvoorbeeld het geval als een uit calciet bestaande schelp geheel oplost als gevolg van diagenese, waarna er in de holte een cement van silica neerslaat. Op dezelfde manier kunnen neerslaande mineralen holtes die ooit gevuld werden door bloedvaten, vaatbundels of zacht weefsel opvullen. De vorm van het organisme blijft zo bewaard, maar de samenstelling verandert. Dit proces wordt permineralisatie genoemd. Bij permineralisatie komen vooral de carbonaatmineralen (met name calciet), diverse vormen van amorfe silica (chalcedoon, vuursteen of hoornsteen) of pyriet voor als opvulling. In het geval van silica wordt gesproken van verstening.

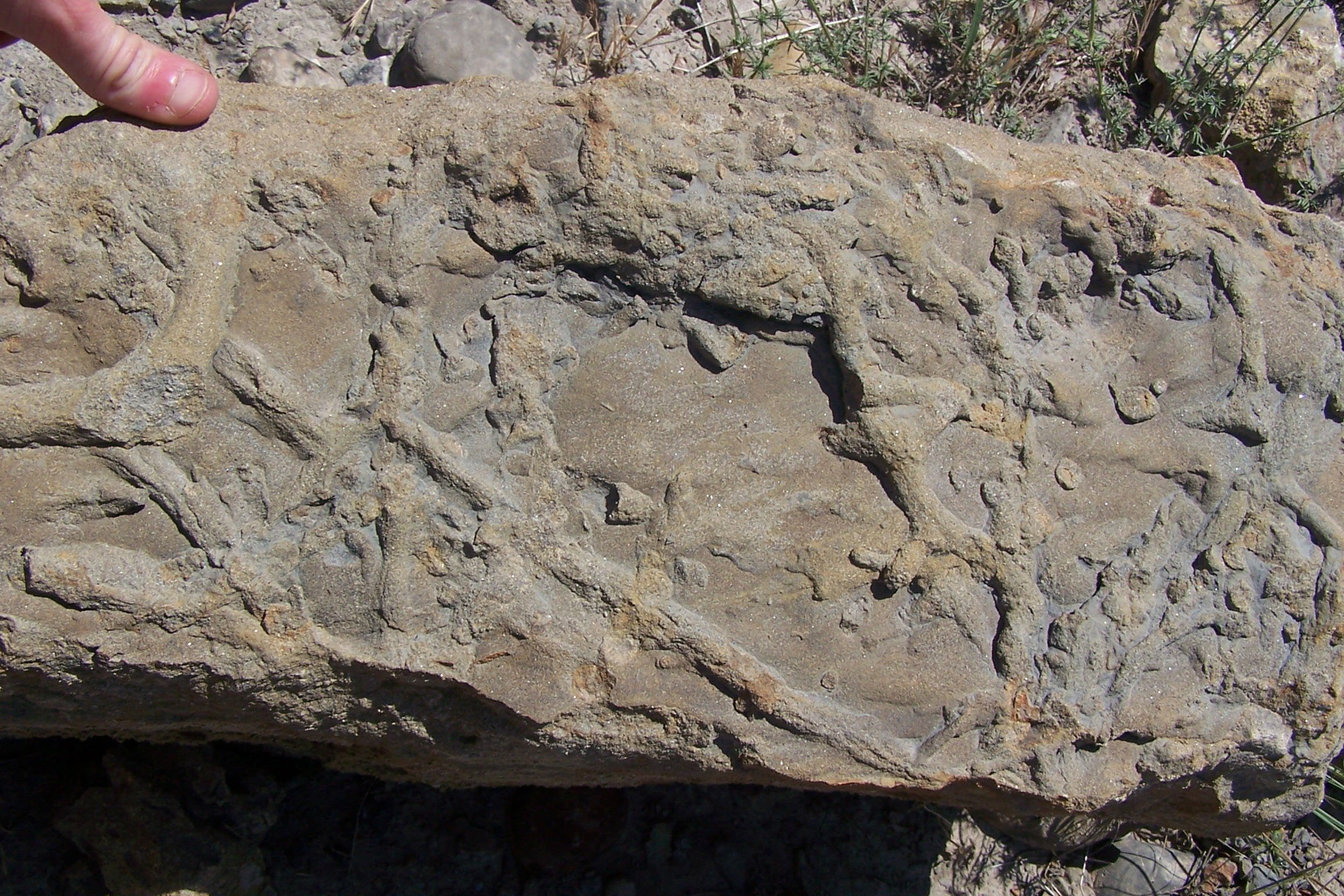
Gangen door kreeftachtigen uitgegraven in een turbidiet. Formación de San Vicente (vroeg Eoceen) in het Ainsabekken, zuidelijke voorland van de Pyreneeën.

Een fossiel kan ook bestaan uit een dun laagje koolstof, dat overgebleven is van het organisch materiaal waaruit het organisme bestond. Door hoge druk en temperatuur vindt een reactie plaats waarbij vluchtige stoffen als kooldioxide en water vrijkomen en uiteindelijk pure koolstof (vaak in de vorm van het mineraal grafiet) achterblijft. Deze vorm van fossilisatie komt vooral veel voor bij planten en wordt carbonisatie genoemd. Tijdens dit proces kunnen overigens ook fossiele brandstoffen ontstaan.

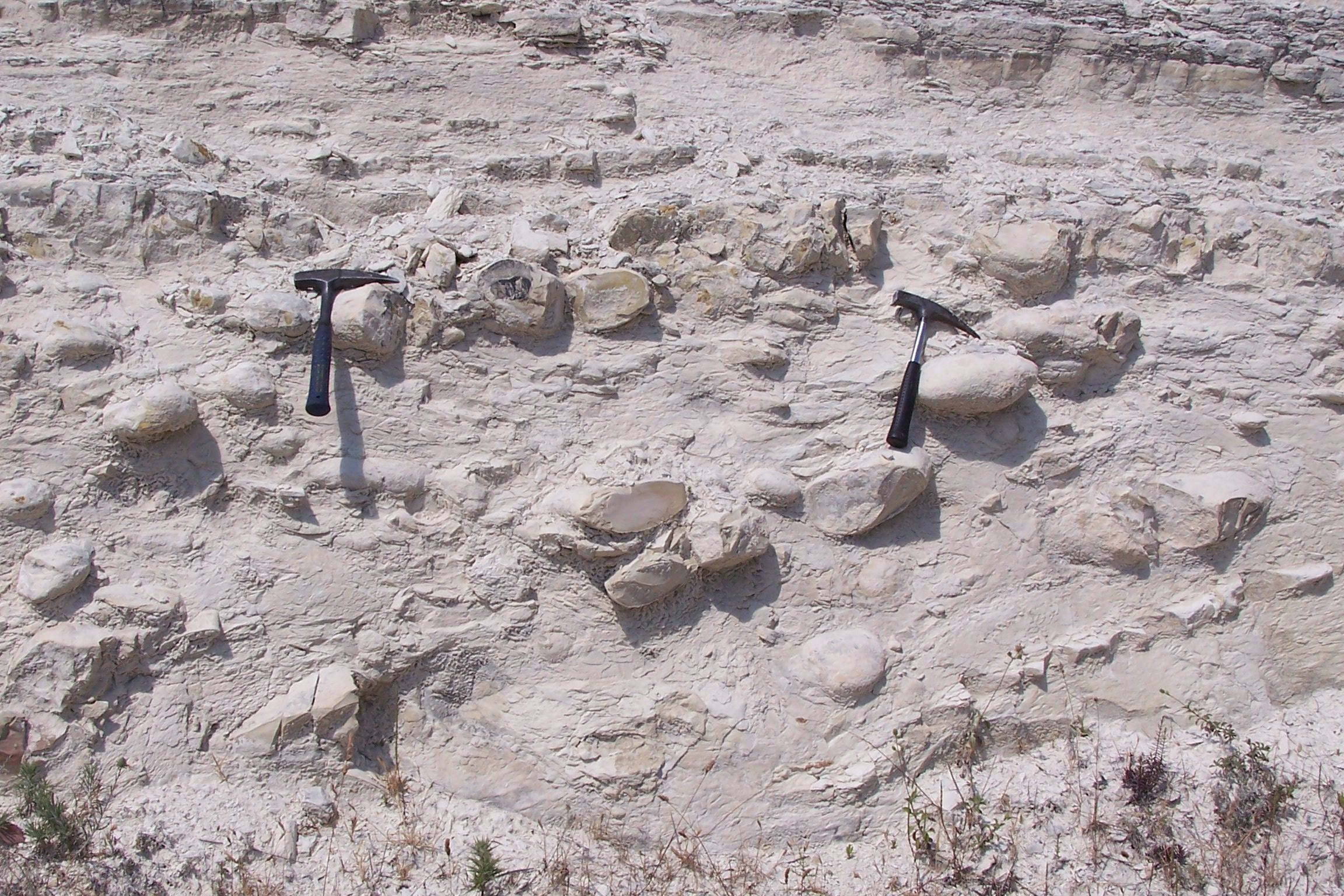
Concreties van vuursteen in krijtgesteente. Middle Lefkara Formation (boven Paleoceen tot midden Eoceen), Cyprus.

### Secondaire sedimentaire structuren
Structuren in sedimentair gesteente die ontstaan na de sedimentatie, worden secondaire sedimentaire structuren genoemd. Ze worden gevormd doordat chemische, fysische en biologische processen op het sediment inwerken. Net als primaire sedimentaire structuren kunnen ze iets zeggen over het afzettingsmilieu, of gebruikt worden als top-bottomcriteria.
Organismes kunnen op meer manieren structuren achterlaten dan alleen in de vorm van fossielen. Het kan voorkomen dat sporen, graafsporen, of graafgangen bewaard blijven in het sediment, bijvoorbeeld in de bedform. Dit worden sporenfossielen of ichnofossielen genoemd. Bekend zijn bijvoorbeeld de sporen van dinosauriërs of vroege mensen, maar zulke sporen zijn relatief zeldzaam. Vaker komen sporen voor in de vorm van graafgangen van mollusken of geleedpotigen (bijvoorbeeld krabben of kreeften). Deze sporen geven een aanwijzing over de biologische en ecologische omstandigheden vlak na vorming en kunnen belangrijk zijn bij reconstructies van het afzettingsmilieu. De activiteit van organismen kan een reconstructie echter ook moeilijker maken, wanneer er in een sedimentair gesteente zoveel graafgangen voorkomen dat de oorspronkelijke primaire structuren onherkenbaar zijn geworden, een verschijnsel dat bekendstaat als bioturbatie.
Ook sporen van diagenese of bodemvorming kunnen als secondaire sedimentaire structuren worden gezien. Een voorbeeld van een diagenetische structuur zijn stylolieten, vlakken in het gesteente waar oplossing van materiaal plaatsvond. Stylolieten komen met name in kalksteen voor. Een ander voorbeeld zijn concreties. Dit zijn knol- of bolvormige structuren van een andere samenstelling dan de rest van het gesteente. Ze ontstaan door het lokaal neerslaan van bepaalde chemische stoffen. Dit kan het gevolg zijn van kleine verschillen in de chemische samenstelling of permeabiliteit in het gesteente, waardoor de oplosbaarheid van stoffen lokaal varieert. Concreties kunnen bijvoorbeeld ontstaan in bepaalde lagen met een afwijkende chemische samenstelling, rondom fossielen, in graafgangen of langs de wortels van planten. Vuursteen vormt vaak concreties in krijtgesteente, in zandsteen kunnen bijvoorbeeld ijzerconcreties voorkomen. Door het neerslaan van calciet in klei kunnen kalkknollen ontstaan, die septaria genoemd worden.
Na afzetting kan een sedimentair gesteente deformeren als gevolg van natuurkundige processen. De structuren die hierbij ontstaan worden ook tot secondaire sedimentiare structuren gerekend. Verschillen in dichtheid tussen lagen, zoals in een afwisseling van zand en klei, kunnen voor verzakkingen zorgen, die flame structures of load casts genoemd worden. Deze structuren worden veroorzaakt doordat een bovenliggende laag dichter is en door diapirisme in de onderliggende laag intrudeert. Verschillen in dichtheid tussen lagen kunnen sterker worden als de ene lithologie makkelijk inklinkt (zoals klei) terwijl de andere lithologie dit niet kan, en dus relatief licht blijft. Als de poriënwaterspanning in het zand hoog genoeg oploopt, kan het zand gaan stromen en door de klei heen intruderen. Hierbij kunnen merkwaardige structuren als sedimentaire dykes en zandvulkanen ontstaan.
In koude klimaten kan het sediment aan het oppervlak een groot deel van het jaar bevroren zijn (permafrost). In de bevroren bodems kunnen zich door de vorstwerking spleten vormen, die weer opgevuld worden met sediment. Deze structuren kunnen, wanneer ze in gesteente worden gevonden, iets zeggen over het klimaat en tegelijk als top-bottomcriterium dienen.
Door kleine verschillen in dichtheid kunnen ook tijdens de afzetting al verzakkingen in gesteente ontstaan (syn-sedimentaire breuken). Wanneer een gesteente onder een helling wordt afgezet, zoals op een continentale helling of aan de voorzijde van een rivierdelta, kan het sediment zolang het nog niet is gelithificeerd verschuiven door afglijdingsmassa's. Hierbij kunnen zich zogenaamde syn-sedimentaire plooien vormen. Soms zijn deze structuren lastig te onderscheiden van plooien die door tektoniek gevormd werden in harde gesteenten.

## Stratigrafie
Sedimentaire gesteenten werken als een soort geologisch archief: ze dragen informatie in zich over de omstandigheden in een ver verleden. Aan de hand van een gesteente met een bepaalde ouderdom kan een reconstructie van de omstandigheden ten tijde van de vorming van het gesteente worden gemaakt. Het gesteente vertelt op die manier iets over het paleoklimaat, de paleogeografie en de flora en fauna in het verleden.
Het vaststellen van de ouderdom van de verschillende gesteentelagen ten opzichte van elkaar heet relatieve datering. Door de fossielen, sedimentaire structuren en facies in opeenvolgende gesteentelagen te vergelijken kan men iets te weten komen over de ontwikkeling van de omstandigheden. Zo kunnen klimaatsveranderingen, tektonische of vulkanische gebeurtenissen of (uit de opeenvolging van fossielen) de evolutie van soorten vastgesteld worden.

Schematische weergave van Steno's principe van laterale vervolgbaarheid. Door erosie kan een laag op een bepaalde plek verdwenen zijn, maar aan weerszijden kan de laag gecorreleerd worden.

De relatieve ouderdom van gesteentelagen kan worden vastgesteld aan de hand van hun onderlinge relaties. A - een overschuiving snijdt geplooide lagen af; B - een magmatische intrusie in A; C - een erosieve hoekdiscordantie snijdt A, B en C af, daarop liggen jongere lagen; D - een vulkanische dyke snijdt door A, B en C; E - jongere gesteentelagen dekken D af; F - een afschuiving verzet A, B, C en E.

### Relatieve ouderdom
Om de volgorde van sedimentaire gesteentelagen vast te stellen gebruikt men drie principes, die de wetten van Steno genoemd worden. De wet van superpositie stelt dat gesteentelagen bovenop elkaar worden afgezet, zodat de laag die oorspronkelijk bovenop lag altijd jonger is. Het principe van oorspronkelijke horizontaliteit stelt dat alle sedimentaire gesteentelagen oorspronkelijk horizontaal lagen. Omdat sedimentaire lagen later door tektoniek scheef gezet of zelfs overkiept kunnen zijn, moet met behulp van top-bottomcriteria worden vastgesteld welke laag oorspronkelijk boven lag voordat men kan zeggen welke laag ouder is.
Het principe van laterale vervolgbaarheid stelt dat een gesteentelaag oorspronkelijk in alle richtingen doorliep. Als men dezelfde laag op twee verschillende locaties aantreft kan men deze correleren. Op sommige plekken kan een laag als gevolg van erosie verdwenen zijn, dus een laag hoeft niet noodzakelijk overal te worden teruggevonden. Op één locatie zijn meestal maar een beperkt aantal lagen ontsloten, maar door het samenvoegen van de informatie van verschillende locaties kan een groot aantal lagen relatief gedateerd worden.
Het resultaat is een stratigrafische kolom, een diagram waarin de gesteentelagen op volgorde van ouderdom getekend worden. Door de onderlinge ouderdom van gesteentelagen over de hele wereld vast te stellen, heeft men een stratigrafische kolom voor de hele wereld opgesteld. Alle gebeurtenissen uit het geologisch verleden samen vormen de geschiedenis van de Aarde.
Voor correlatie zijn vooral makkelijk herkenbare lagen belangrijk, zoals aslaagjes die tijdens een vulkaanuitbarsting over een groot gebied zijn afgezet. Correlatie van gesteentelagen kan behalve door overeenkomsten in het gesteente zelf (lithostratigrafie) echter ook op andere manieren. Sommige fossielen zijn kenmerkend voor een specifieke ouderdom. Deze fossielen worden gidsfossielen genoemd. Wanneer de opeenvolging van soorten gidsfossielen in twee pakketten gesteentelagen op verschillende locaties gelijk is, kan ervan uitgegaan worden dat de ouderdommen overeenstemmen. Het gebruik van fossielen om gesteentelagen te dateren wordt biostratigrafie genoemd.
Een derde methode is magnetostratigrafie, waarbij de oriëntatie van magnetische mineralen in het gesteente wordt bekeken. Magnetische mineralen zullen meestal parallel aan de veldlijnen van het aardmagnetisch veld groeien. In de loop van de Aardse geschiedenis heeft het aardmagnetisch veld zich echter vaak omgekeerd, zodat er een verband is tussen de richting van de mineralen en de ouderdom. Niet voor alle perioden is magnetostratigrafie echter nuttig. Bij tijdperken waarin het aardmagnetisch veld zich vaak omkeerde (ongeveer eens in de half miljoen jaar) kan magnetostratigrafie een goede indicatie van ouderdom geven. In gesteenten uit sommige tijdperken (zoals in een groot deel van het Krijt of het bovenste gedeelte van het Perm) komen echter geen omkeringen voor. Voor datering van gesteenten uit deze periodes heeft magnetostratigrafie weinig betekenis.

### Cycli en sequenties
Sequentiestratigrafie deelt gesteentelagen in in sequenties, cyclische herhalingen in de volgorde van gesteentelagen. Deze zijn het gevolg van cyclische veranderingen in het zeeniveau of klimaat, die worden veroorzaakt door astronomische of tektonische cycli, zoals milanković-cycli of de zeer lange wilsoncycli. Vaak zijn er verschillende ordes van sequenties in een pakket sedimentair gesteente terug te vinden, die toegeschreven kunnen worden aan bepaalde astronomische cycli, waarvan de lengte vaststaat. Het is dan mogelijk de sedimentatiesnelheid van een laag vast te stellen. Wilsoncycli veroorzaken zogenaamde megasequenties, die meerdere periodes van de geologische tijdschaal in beslag nemen.
In bepaalde gevallen kunnen door deze methode ook relatieve ouderdommen bepaald worden en correlaties met andere locaties worden gelegd. Bij het tellen van sequenties moet er echter rekening mee gehouden worden dat niet alle sequenties in de opeenvolging bewaard zijn. Erosie kan gedeeltes of hele sequenties verwijderd hebben.

### Absolute datering
Door een combinatie van litho-, bio-, magneto- en sequentiestratigrafie kunnen gesteentelagen over grote gebieden vaak zeer nauwkeurig gecorreleerd worden. Daarnaast is het echter ook mogelijk een absolute ouderdom van bepaalde lagen te bepalen door radiometrische datering. Radiometrische datering maakt gebruik van het verval van bepaalde radioactieve isotopen in de loop der tijd. Verval van radio-isotopen gaat met een vaste snelheid en bij bepaalde mineralen heeft de concentratie van een bepaalde isotoop bij de vorming een vaste waarde. Door de concentratie van een radio-isotoop in een bepaald kristal te meten kan daarom de ouderdom bepaald worden.
De meeste sedimentaire lagen zijn echter niet direct te dateren. Hoewel radioactieve mineralen in de klasten kunnen voorkomen, zal men niet de ouderdom van de laag, maar de ouderdom van het brongesteente in het achterland, waar de klast uit afkomstig is, meten. De gemeten ouderdommen zullen net zo sterk verschillen als er verschillen in het gesteente in het achterland zijn. Er zijn echter uitzonderingen, zoals vulkanische aslagen, waarin de mineralen gestold zijn tijdens de afzetting. Verder kunnen intrusies van magmatisch gesteente vaak goed gedateerd worden. Wanneer een magmatisch gesteente in een sedimentair gesteente intrudeert, geeft de ouderdom van de intrusie tegelijk een minimale ouderdom van het sediment. Vaak is op die manier een aantal punten in een stratigrafische kolom absoluut gedateerd. De gesteentelagen ertussenin zullen een tussenliggende ouderdom hebben. Door correlatie kan van veel sedimentaire lagen de ouderdom redelijk nauwkeurig worden vastgesteld.